# Salebabu
Salebabu är en ö i Indonesien.   Den ligger i provinsen Sulawesi Utara, i den nordöstra delen av landet, 2 500 km nordost om huvudstaden Jakarta. Arean är 91 kvadratkilometer.
Terrängen på Salebabu är lite kuperad. Öns högsta punkt är 340 meter över havet. Den sträcker sig 26,2 kilometer i nord-sydlig riktning, och 12,7 kilometer i öst-västlig riktning.